# Авария MD-83 в Киеве
Авария MD-83 в Киеве — авиационная авария, произошедшая 14 июня 2018 года. Авиалайнер McDonnell Douglas MD-83 авиакомпании Bravo Airways выполнял международный рейс BAY4406 по маршруту Анталья—Киев, но после посадки на мокрую ВПП аэропорта Киева выкатился за её пределы на траву. Из находившихся на его борту 175 человек (169 пассажиров и 7 членов экипажа) никто не погиб, но 9 человек получили ранения.

## Самолёт
McDonnell Douglas MD-83 (регистрационный номер UR-CPR, заводской 49946, серийный 1898) был выпущен в 1991 году (первый полёт совершил 18 июля). В сентябре того же года был передан авиакомпании Guinness Peat Aviation (в ней сменил три бортовых номера — EI-CCC, N946MD и N584MS), от неё сдавался в лизинг авиакомпаниям Avianca (с 25 марта 1992 года по 7 апреля 2005 года и с 1 мая 2007 года по 10 октября 2009 года) и SAM Colombia (с 7 апреля 2005 года по 1 мая 2007 года). 10 октября 2009 года был куплен авиакомпанией Air Manila (борт RP-C7703), от неё 15 июля 2012 года перешёл в авиакомпанию Astro Air International (борт RP-C8708). 29 ноября 2016 года был продан авиакомпании Bravo Airways и его б/н сменился на UR-CPR. Оснащён двумя турбореактивными двигателями Pratt & Whitney JT9D-219. На день аварии совершил 46 810 циклов «взлёт-посадка» и налетал 43 105 часов.

## Экипаж
- Командир воздушного судна (КВС) — 45 лет, очень опытный пилот, налетал 11 548 часов (2639 из них в качестве КВС), 5580 из них на McDonnell Douglas MD-83.
- Второй пилот — 58 лет, очень опытный пилот, налетал 12 514 часов, 3580 из них на McDonnell Douglas MD-83.

В салоне самолёта работали 5 бортпроводников.

## Хронология событий
Рейс BAY4406 вылетел из Антальи в 15:41 по местному времени с задержкой в 6 часов (причиной задержки авиакомпания назвала неприбытие самолёта), на его борту находились 7 членов экипажа и 169 пассажиров. Набор высоты и полёт на эшелоне происходили в штатном режиме.
Выполнение посадки в киевском аэропорту Жуляны выполнялось в условиях грозы. В 17:40 по местному времени самолёт коснулся ВПП и, на расстоянии 1260 метров от начала полосы, выкатился влево. В результате аварии самолёт получил значительные повреждения, в том числе в области силовых элементов конструкции (по сообщениям пресс-службы аэропорта Жуляны, в дальнейшем самолёт будет отправлен на утилизацию). Никто из 175 человек на его борту не погиб, 9 человек получили серьёзные травмы и повреждения.

## Расследование
Расследование причин аварии проводило НБРЦА.
Окончательный отчёт расследования был опубликован 14 июня 2019 года. Согласно отчёту, причиной аварии стал человеческий фактор. Пилоты совершили нестабильный заход на посадку, не выпустили спойлеры и не смогли правильно применить реверс. Сопутствующими факторами были названы плохие погодные условия и некачественно проведенные полётная и предполётная подготовки.

## Дальнейшая судьба самолёта
10 декабря 2019 года пострадавший самолёт был передан в Киевский Государственный музей авиации.